# Костюшко Ольга Іванівна
Ольга Іванівна Костюшко (1919, місто Олександрія Херсонської губернії, тепер Кіровоградської області — ?) — українська радянська діячка, вчителька біології та хімії Олександрійської середньої школи № 2 Кіровоградської області. Депутат Верховної Ради УРСР 4—5-го скликань.

## Біографія
Народилася у родині поштового службовця. Здобула середню освіту в місті Олександрії.
У 1936—1941 роках — студентка біологічного факультету Дніпропетровського державного університету.
Трудову діяльність розпочала у 1941 році вчителькою Скельківської семирічної школи Василівського району Запорізької області.
Під час німецько-радянської війни у грудні 1941 року переїхала до Читинської області РРФСР, де працювала вчителькою у робітничих селищах Ново-Павлівці та Арбагарі. У серпні 1944 року повернулася до міста Олександрії.
До 1949 року працювала вчителем біології та хімії і завідувачем навчальної частини Олександрійської середньої школи № 4. Потім — вчителька біології та хімії Олександрійської середньої школи № 2 імені Максима Горького Кіровоградської області.
Деякий час працювала інспектором Олександрійського міського відділу народної освіти.

## Нагороди
- орден Леніна
- медаль «За трудову доблесть»
- медаль «За доблесну працю у Великій Вітчизняній війні 1941—1945 років»
- «Відмінник народної освіти»